# Gollania ruginosa
Gollania ruginosa är en bladmossart som beskrevs av Brotherus 1908. Gollania ruginosa ingår i släktet Gollania och familjen Hypnaceae. Inga underarter finns listade i Catalogue of Life.